# Herrenhaus Beelitz
Das Herrenhaus Beelitz ist ein ruinöses Herrenhaus in Bielice in der polnischen Neumark im ehemaligen Ostbrandenburg.

## Geschichte
Gut Beelitz war vermutlich seit Mitte des 14. Jahrhunderts im Besitz des Johanniterordens. Im 16. Jahrhundert sind die von Schlieben Besitzer, deren Familienmitglieder mehrmals Ordenskomture waren. Der heutige Bau wurde im Kern im letzten Viertel des 18. Jahrhunderts im Auftrag von Ordensrat Kuhlwein errichtet. Im Jahr 1836 wurde der Besitz an die Firnhaber verkauft.

## Bauwerk
Der Bau ist zweigeschossig und siebenachsig. Die mittleren drei Achsen tragen einen Karniesbogengiebel und eine Giebelplastik in Vasenform. Ein dreiachsiger, zweigeschossiger Anbau an der südöstlichen Schmalseite trägt ein Krüppelwalmdach. Das heutige barockisierte Erscheinungsbild stammt vom Ende des 19. Jahrhunderts.